# Instant dohány
Az Instant dohány (eredeti cím: Snabba cash, Easy Money) egy 2010-ben bemutatott svéd krimi, melynek rendezője Daniel Espinosa, főszereplői Joel Kinnaman, Dejan Cukic és Matias Varela. A Guldbagge Awardson 2011-ben Joel Kinnaman elnyerte a legjobb színésznek járó díjat, és a film közönségdíjat kapott.

## Cselekmény
|  | Alább a cselekmény részletei következnek! |

Jorge, miután a fogházból megszökött, nincs könnyű helyzetben, mert amellett hogy a rendőrség elől is bujkálnia kell, még a maffia is feni rá a fogát. De akad azért barátja is, akik JW-t bízzák meg egy szép summáért cserébe, hogy vigyázzon rá és szállásolja el. JW-nek jól jön a pénz, és még kapcsolatokat is tud építeni. Ő lesz a banda pénzügyi asszisztense, és jó ötleteivel hamar megfelelő rangot vív ki magának. De ez az élet nem fenékig tejfel, és nincs benne tapasztalata. Bármikor bárki átverheti, ezért gondolkodóba esik a jövőjét illetően. Jorge a kapcsolatait kihasználva leszervez egy hatalmas drogszállítmányt, melyre többen is fenik a fogukat.

## Szereplők
| Színész            | Szerep  |
| ------------------ | ------- |
| Joel Kinnaman      | JW      |
| Matias Varela      | Jorge   |
| Dejan Cukic        | Radovan |
| Dragomir Mrsic     | Mrado   |
| Miodrag Stojanovic | Nenad   |

## Fogadtatás
A film világszerte 8 369 756 dollár bevételt termelt. Az IMDb-n 6,7/10, 13 240 szavazat alapján. A Metacritic oldalán 75/100, ami az általában kedvelt kategóriába tartozik. Jó véleményeket irt róla az Entertainment Weekly, a Chicago Sun-Times és a Philadelphia Inquirer is.